# Пеннсокен Тауншип (Нью-Джерсі)
Пеннсокен Тауншип (англ. Pennsauken Township) — селище (англ. township) в США, в окрузі Кемден штату Нью-Джерсі. Населення — 37 074 особи (2020).

## Демографія
Згідно з переписом 2010 року, у селищі мешкало 35 885 осіб у 12 633 домогосподарствах у складі 8997 родин. Було 13275 помешкань
Расовий склад населення:
| - 47,6 % — білих - 26,9 % — чорних або афроамериканців - 7,7 % — азіатів - 0,6 % — корінних американців - 13,6 % — осіб інших рас |

До двох чи більше рас належало 3,6 %. Частка іспаномовних становила 26,9 % від усіх жителів.
За віковим діапазоном населення розподілялося таким чином: 24,1 % — особи молодші 18 років, 63,0 % — особи у віці 18—64 років, 12,9 % — особи у віці 65 років та старші. Медіана віку мешканця становила 38,0 року. На 100 осіб жіночої статі у селищі припадало 91,8 чоловіків;  на 100 жінок у віці від 18 років та старших — 87,8 чоловіків також старших 18 років.
Середній дохід на одне домашнє господарство  становив 73 562 долари США (медіана — 63 279), а середній дохід на одну сім'ю — 81 064 долари (медіана — 74 189). Медіана доходів становила 47 010 доларів для чоловіків та 41 857 доларів для жінок. За межею бідності перебувало 10,7 % осіб, у тому числі 17,5 % дітей у віці до 18 років та 8,8 % осіб у віці 65 років та старших.
Цивільне працевлаштоване населення становило 17 812 особи. Основні галузі зайнятості: освіта, охорона здоров'я та соціальна допомога — 25,2 %, роздрібна торгівля — 13,2 %, виробництво — 10,3 %, науковці, спеціалісти, менеджери — 9,5 %.